# Mew
Mew er et dansk rockband, der består af Jonas Bjerre (sang og guitar), Silas Graae (trommer) og Johan Wohlert (bas).

## Historie

### Opstarten
Bandet begyndte at spille musik sammen i syvende klasse på Bernadotteskolen, da de skulle lave et kunstprojekt og valgte at lave en film om menneskets ødelæggelse af naturen. De fik lavet filmen, men de havde også selv komponeret musikken til filmen.
I 1995 blev Mew dannet i Hellerup, og de indspillede en demo om sommeren samme år. Deres første album, A Triumph For Man, blev udgivet i april 1997 af Gyldendals pladeselskab Exlibris. Pladen blev produceret af Damon Tutunjian fra den amerikanske indie-gruppe The Swirlies og fik pæne anmeldelser, og gav et mindre radiohit med "I Should Have Been A Tsin-Tsi (For You)". Tsin-Tsi er navnet på en ingrediens i traditionel kinesisk medicin, som det nævnes i Hong Kong-filmen "Iron Monkey" fra 1993.
I maj 2000 udkom Mews andet album Half The World Is Watching Me som de selv udgav på deres eget nystiftede pladeselskab Evil Office. Mew fik hjælp til produktionen af Flemming Rasmussen, men producerede det meste selv. Half The World Is Watching Me gav også Mew radiohits med "King Christian", "Mica" og "Am I Wry? No".
Mew turnerede derefter intensivt, og under deres koncerter gjorde de meget ud af billeder for at tilføje noget visuelt. Mew turnerede også en del i udlandet og i marts 2001 underskrev bandet en international kontrakt med den engelske afdeling af Epic/Sony. Kontrakten lød på fem album, og det første skulle være et opsamlingsalbum med sange fra deres tidligere album plus nogle helt nye sange.

### Succes
I 2003 udkom albummet Frengers (Not Quite Friends But Not Quite Strangers) med gamle sange i nye indspilninger samt fire nye sange. Rich Costey (Audioslave, Rage Against The Machine m.fl.) blev valgt som producer. Frengers udkom i Danmark i marts og i England i april 2003. Albummet har en lidt hårdere eller tungere lyd end forgængerne. Albummet fik særdeles positive anmeldelser i både Danmark og England. Albummet solgte platin (over 40.000 eksemplarer) i Danmark, og Mew blev et stort navn i bl.a. Japan og Mexico.
Arbejdet med det næste album foregik i Los Angeles med produceren Michael Beinhorn (som bl.a. står bag Red Hot Chili Peppers og Korn). Den første single udkom i sommeren 2005 og var Apocalypso. Sangen var dog ikke en officiel single. I september udkom albummet så, And The Glass Handed Kites. Siden er "Special", "Why Are You Looking Grave" og "The Zookeeper's Boy" blevet singler.
Ved den kortlivede nordisk prisuddeling Nordic Music Awards modtog gruppen prisen for Bedste nordiske gennembrud i 2005. Med prisen fulgte 100.000 SEK.
Til Danish Music Awards i 2006 vandt Mew 4 priser; Årets Sanger, Årets Rockudgivelse, Årets Danske Gruppe og Årets Danske Album for And The Glass Handed Kites.
Den 11. april 2006 valgte bassist Johan Wohlert at forlade Mew for at danne The Storm med sin kone, Swan Lee-sanger Pernille Rosendahl. De 3 tilbageværende medlemmer af Mew har udtalt at de har fundet en anden bassist (Bastian Juel) de vil spille med til koncerter, men at han ikke vil blive fast medlem af bandet.
Den 18. september 2006 genudgav Mew deres første album A Triumph For Man, inklusive alle sangene fra det første album samt en lang række b-sider.
Den 4. december udsendte Mew en live-dvd med den oprindelige gruppes (Jonas, Bo, Silas og Johan) sidste koncert på dansk jord. Koncerten foregik i KB Hallen. Med på dvd'en er der også over 1 times ekstramateriale, nogle optagelser lavet af bandet selv fra arbejdet med deres seneste album, And the Glass Handed Kites.
Året efter genudgav gruppen også det andet album, Half The World Is Watching Me, igen med en bonus-cd med b-sider.
Med en koncert ved BeatDay 07 og ved en festival i Norge afsluttede Mew deres And The Glass Handed Kites-tour, hvilket disse to koncerter også indikerede ved begge at indeholde nyt materiale: en ny intro samt en forlængelse på sangen Chinaberry Tree. Bandets femte album, No More Stories/Are Told Today/I'm Sorry/They Washed Away/No More Stories/The World Is Grey/I'm Tired/Let's Wash Away, udkom den 17. august 2009.

### + - ogVisuals(2012–nu)
Den 14. juni 2014 til NorthSide Festival i Aarhus annoncerede bandet, at deres tidligere bassist Johan Wohlert var tilbage i Mew. Bandets sjette studiealbum, + - (udtales Plus Minus) udkom den 21. april 2015. Det var bandets første album i mere end fem år, og det første med Johan Wohlert siden han forlod bandet i 2006.
Den 1. juli 2015 anoncerede bandet at Bo Madsen havde forladt Mew. I et interview i 2016 sagde Bo Madsen, at Mew blev grundlagt på venskabet mellem ham og Jonas Bjerre, og udtalte: "Til sidst kunne venskabet dog ikke længere. Når venskabet ikke kan bære, er der ikke noget grundlag for at arbejde sammen." Den 9. marts 2017 kom det frem at Mew havde aflyst deres optræden ved GAFFA-Prisen 2016 fordi de ifølge GAFFA ikke ønskede at "optræde på samme scene som bandet Turbolens", der er anført af Bo Madsen. Bo Madsen kaldte beslutningen for "helt uforståeligt" og udtalte til BT: "Vi glæder os bare til at spille, og jeg har intet problem med, at de (Mew) spiller overhovedet."
Mew udsendte deres syvende studiealbum, Visuals, den 28. april 2017. Det var bandets første album uden guitarist Bo Madsen.

## Hæder
Danish Music Awards
| År   | Modtager/nomineret arbejde | Pris                        | Resultat  |
| ---- | -------------------------- | --------------------------- | --------- |
| 2006 | And the Glass Handed Kites | Årets Danske Album          | Vundet    |
| 2006 | Mew                        | Årets Danske Gruppe         | Vundet    |
| 2006 | Jonas Bjerre               | Årets Danske Sanger         | Vundet    |
| 2006 | "The Zookeeper’s Boy"      | Årets Danske Hit            | Nomineret |
| 2006 | And the Glass Handed Kites | Årets Danske Rock Udgivelse | Vundet    |
| 2010 | No More Stories            | Årets Danske Album          | Nomineret |
| 2015 | +-                         | Årets danske rockudgivelse  | Nomineret |
| 2015 | Mew365 (turné)             | Årets idé                   | Nomineret |

GAFFA-prisen
| År           | Modtager/nomineret arbejde | Pris                | Resultat |
| ------------ | -------------------------- | ------------------- | -------- |
| 2005         | And the Glass Handed Kites | Årets Danske Album  | Vundet   |
| Jonas Bjerre | Årets Danske Sanger        | Vundet              |          |
| Mew          | Årets Danske Band          | Vundet              |          |
| 2009         | Jonas Bjerre               | Årets Danske Sanger | Vundet   |

MTV Europe Music Awards
| År   | Modtager/nomineret arbejde | Pris            | Resultat |
| ---- | -------------------------- | --------------- | -------- |
| 2005 | Mew                        | Best Danish Act | Vundet   |

Nordic Music Awards
| År   | Modtager/nomineret arbejde | Pris                        | Resultat |
| ---- | -------------------------- | --------------------------- | -------- |
| 2005 | Mew                        | Største Nordiske Gennembrud | Vundet   |

P3 Guld
| År   | Modtager/nomineret arbejde   | Pris            | Resultat  |
| ---- | ---------------------------- | --------------- | --------- |
| 2003 | Mew                          | P3 Kunstneren   | Nomineret |
| 2003 | "Snow Brigade"               | P3 Lytterhittet | Nomineret |
| 2005 | Mew                          | P3 Kunstneren   | Vundet    |
| 2005 | "The Zookeepers Boy"         | P3 Lytterhittet | Nomineret |
| 2009 | Mew, Roskilde 2009           | P3 Live Prisen  | Vundet    |
| 2009 | "Introducing Palace Players" | P3 Lytterhittet | Nomineret |

Årets Steppeulv
| År   | Modtager/nomineret arbejde | Pris            | Resultat |
| ---- | -------------------------- | --------------- | -------- |
| 2004 | Mew                        | Årets Orkester  | Vundet   |
| 2004 | Frengers                   | Årets Album     | Vundet   |
| 2006 | And the Glass Handed Kites | Årets Album     | Vundet   |
| 2006 | Mew                        | Årets Komponist | Vundet   |

## Diskografi

### Album
- 1997: A Triumph For Man
- 2000: Half the World Is Watching Me
- 2003: Frengers
- 2005: And the Glass Handed Kites
- 2006: A Triumph For Man, re-release med bonus-cd.
- 2007: Half the World Is Watching Me, re-release med bonus-cd.
- 2009: No More Stories...
- 2010: Eggs Are Funny, opsamling med nyt nr.
- 2015: +-
- 2017: Visuals
- 2018: Mew With Copenhagen Philharmonic, optagelse af bandets optræden med Copenhagen Philharmonic orkester i 2017.

### Singler
- 1997: She Came Home For Christmas
- 2000: King Christian
- 2000: Her Voice Is Beyond Her Years
- 2000: Mica
- 2000: I Should Have Been A Tsin-Tsi (For You)
- 2000: She Came Home For Christmas
- 2002: Am I Wry? No
- 2003: Comforting Sounds
- 2003: She Came Home For Christmas/That Time On The Ledge
- 2003: 156
- 2005: Apocalypso
- 2005: Special
- 2006: Why Are You Looking Grave?
- 2006: The Zookeeper's Boy
- 2009: Introducing Palace Players
- 2009: Repeaterbeater
- 2009: Sometimes Life Isn't Easy
- 2010: Beach
- 2010: Do You Love It?
- 2013: Making Friends (13)
- 2015: Satellites
- 2015: Water Slides
- 2015: The Night Believer
- 2015: Witness
- 2017: Carry Me To Safety
- 2017: 85 Videos
- 2017: Twist Quest
- 2017: In a Better Place

### B-sider
- Superfriends
- Quietly
- Bones (Song for Albert)
- That Time On The Ledge
- Animals Of Many Kinds
- City Voices
- Drown
- Forever And Ever
- In Time Do You Forget
- Killer
- King Christian (new)
- Like Chaser
- Like Paper Cuts
- Mica (new)
- Misplaced
- Nothing Is Red
- Safe As Houses
- 白い唇のいざない (Shiroi Kuchibiruno Izanai)
- Succubus
- Watch This Space
- Where Have All The Geysers Gone?

### Live-DVD'er
- 2006: Live in Copenhagen. Optaget i K.B. Hallen.